# Chrysomalla poeta
Chrysomalla poeta är en stekelart som först beskrevs av Girault 1929.  Chrysomalla poeta ingår i släktet Chrysomalla och familjen gropglanssteklar. Inga underarter finns listade i Catalogue of Life.